# NBA G 리그의 상 목록
NBA G 리그의 상 목록 (영어: NBA G League Individual awards)으로 매 시즌이 끝나면 시즌 최우수선수상, 신인상, 기량발전상, 수비선수상, 코치상, 제이슨 콜리어 스포츠맨쉽상 등을 수여한다.

## 최우수 선수상
| 시즌      | 수상자                    | 소속 팀                            |
| --------- | ------------------------- | ---------------------------------- |
| 2001~2002 | 안수 세새이               | 그린빌 그루브                      |
| 2002~2003 | 데빈 브라운               | 페이엣빌 패트리어츠                |
| 2003~2004 | 티에르 브라운             | 찰스턴 로우게이터스                |
| 2004~2005 | 매트 캐롤                 | 로어노크 대즐                      |
| 2005~2006 | 마커스 파이저             | 오스틴토로스                       |
| 2006~2007 | 랜디 리빙스턴             | 아이다호 스탬피드                  |
| 2007~2008 | 캐시브 파월               | 수폴스 스카이포스                  |
| 2008~2009 | 코트니 심스               | 아이오와 에너지                    |
| 2009~2010 | 마이크 해리스             | 리오그란데밸리 바이퍼스            |
| 2010~2011 | 커티스 스틴슨             | 아이오와 에너지                    |
| 2011~2012 | 저스틴 덴트몬             | 오스틴토로스                       |
| 2012~2013 | 앤드류 구들락             | 리오그란데밸리 바이퍼스            |
| 2013~2014 | 론 하워드 오티어스 제퍼스 | 포트웨인 매드 앤츠 아이오와 에너지 |
| 2014~2015 | 팀 프레지어               | 메인 레드 클로스                   |
| 2015~2016 | 자넬 스톡스               | 수폴스 스카이포스                  |
| 2016~2017 | 밴더 블루                 | 로스앤젤레스 디펜더스              |
| 2017~2018 | 로렌조 브라운             | 랩터스 905                         |
| 2018~2019 | / 크리스 부셰이           | 랩터스 905                         |
| 2019~2020 | 프랭크 메이슨 III         | 위스콘신 허드                      |
| 2020~2021 | 폴 리드                   | 델라웨어 블루코츠                  |
| 2021~2022 | 트레블린 퀸               | 리오그란데밸리 바이퍼스            |
| 2022~2023 | 칼릭 존스                 | 윈디시티 불스                      |
| 2023~2024 | 맥 맥클렁                 | 오세올라 매직                      |
| 2024~2025 | JD 데이비슨               | 메인 셀틱스                        |

참고사항
- 2018~2019시즌 수상자인 크리스 부셰이는 캐나다 국적과 세인트루시아 국적을 가진 이중국적자이다.

## 신인상
| 시즌      | 수상자              | 소속 팀                  |
| --------- | ------------------- | ------------------------ |
| 2001~2002 | 프레드 하우스       | 노스찰스턴 로우게이터스  |
| 2002~2003 | 데빈 브라운         | 페이엣빌 패트리어츠      |
| 2003~2004 | 데스몬드 페니가     | 애슈빌 앨티튜드          |
| 2004~2005 | 제임스 토마스       | 로어노크 대즐            |
| 2005~2006 | 윌 바이넘           | 로어노크 대즐            |
| 2006~2007 | 루이스 아먼드슨     | 콜로라도 포티너스        |
| 2007~2008 | 블레이크 아히언     | 다코타 위저즈            |
| 2008~2009 | 오티어스 제퍼스     | 아이오와 에너지          |
| 2009~2010 | 알론조 지           | 오스틴 토로스            |
| 2010~2011 | 디숀 심스           | 메인 레드 클로스         |
| 2011~2012 | 에드윈 유빌리스     | 다코타 위저즈            |
| 2012~2013 | 토니 미첼           | 포트 웨인 매드 앤츠      |
| 2013~2014 | 로버트 코빙턴       | 리오그란데밸리 바이퍼스  |
| 2014~2015 | 팀 프레지어         | 메인 레드 클로스         |
| 2015~2016 | 퀸 쿡               | 캔턴 차지                |
| 2016~2017 | / 압델 네이더       | 메인 레드 클로스         |
| 2017~2018 | 안토니오 블레이크니 | 윈디 시티 불스           |
| 2018~2019 | 앙헬 델가도         | 아구아 칼리엔테 클리퍼스 |
| 2019~2020 | 트레몬트 워터스     | 메인 레드 클로스         |
| 2020~2021 | 폴 리드             | 델라웨어 블루코츠        |
| 2021~2022 | 맥 맥크룽           | 사우스베이 레이커스      |
| 2022~2023 | 케네스 로튼 주니어  | 멤피스 허슬              |
| 2023~2024 | 오스카 치브웨       | 인디애나 매드 앤츠       |
| 2024~2025 | 트레이 알렉산더     | 그랜드래피즈 골드        |

참고사항
- 2011~2012시즌 수상자인 에드윈 유빌리스는 푸에르토리코 국적으로 외국인 선수로서 첫 번째 수상자이다.
- 2016~2017시즌 수상자인 압델 네이더는 미국 국적과 이집트 국적을 가진 이중국적자이다.
- 2018~2019시즌 수상자인 앙헬 델가도는 도미니카 공화국 국적으로 외국인 선수로서 두 번째 수상자이다.
- 2023~2024시즌 수상자인 오스카 치브웨는 콩고민주공화국 국적으로 외국인 선수로서 세 번째 수상자이다.

## 기량발전상
| 시즌      | 수상자             | 소속 팀                 |
| --------- | ------------------ | ----------------------- |
| 2009~2010 | 밀돈 암브레        | 아이다호 스탬피드       |
| 2010~2011 | 다르 터커          | 뉴멕시코 선더버즈       |
| 2011~2012 | 케니 헤이즈        | 메인 레드 클로스        |
| 2012~2013 | 캐머런 존스        | 샌타크루즈 워리어스     |
| 2013~2014 | 프랭크 개인스      | 메인 레드 클로스        |
| 2014~2015 | 조 잭슨            | 베이커즈필드 잼         |
| 2015~2016 | 악셀 토우파네      | 랩터스 905              |
| 2016~2017 | 데번드릭 워커      | 델라웨어 에이티세브너스 |
| 2017~2018 | 데쿠안 존스        | 포트웨인 매드 앤츠      |
| 2018~2019 | 마이클 프레이저 II | 리오그란데밸리 바이퍼스 |
| 2019~2020 | 게이브 빈센트      | 수폴스 스카이포스       |
| 2020~2021 | 앤서니 램          | 리오그란데밸리 바이퍼스 |
| 2021~2022 | 크레이그 랜달 II   | 롱아일랜드 네츠         |
| 2022~2023 | 제이든 스프링어    | 델라웨어 블루코츠       |
| 2023~2024 | 알론데스 윌리엄스  | 수폴스 스카이포스       |
| 2024~2025 | 일라이자 하클리스  | 솔트레이크시티 스타스   |

참고사항
- 2015~2016시즌 수상자인 악셀 토우파네는 프랑스 국적으로 외국인 선수로서 첫 번째 수상자이다.

## 수비선수상
| 시즌      | 수상자                        | 소속 팀                                 |
| --------- | ----------------------------- | --------------------------------------- |
| 2001~2002 | 제프 마이어스                 | 그린빌 그루브                           |
| 2002~2003 | 미키 무어                     | 로어노크 대즐                           |
| 2003~2004 | 카림 샤바즈                   | 찰스턴 로우게이터스                     |
| 2004~2005 | 데릭 지머맨                   | 콜럼버스 리버드래건즈                   |
| 2005~2006 | 데릭 지머맨                   | 오스틴 토로스                           |
| 2006~2007 | 레날도 메이저                 | 다코타 위저즈                           |
| 2007~2008 | 스테파니 라스메 무하마드 세네 | 로스앤젤레스 디펜더스 아이다호 스탬피드 |
| 2008~2009 | 브렌트 펫웨이                 | 아이다호 스탬피드                       |
| 2009~2010 | 그렉 스팀스마                 | 수폴스 스카이포스                       |
| 2010~2011 | 크리스 존슨                   | 다코타 위저즈                           |
| 2011~2012 | 스테프혼 헤나                 | 다코타 위저즈                           |
| 2012~2013 | 스테프혼 헤나                 | 샌타크루즈 워리어스                     |
| 2013~2014 | 디안드레 리긴스               | 수폴스 스카이포스                       |
| 2014~2015 | 아론 크래프트                 | 샌타크루즈 워리어스                     |
| 2015~2016 | 디안드레 리긴스               | 수폴스 스카이포스                       |
| 2016~2017 | 월터 타바레스                 | 랩터스 905                              |
| 2017~2018 | 랜드리 누코                   | 그랜드래피즈 드라이브                   |
| 2018~2019 | / 크리스 부셰이               | 랩터스 905                              |
| 2019~2020 | 크리스트 쿠마지               | 델라웨어 블루코츠                       |
| 2020~2021 | 게리 페이튼 II                | 랩터스 905                              |
| 2021~2022 | 샤킬 해리슨                   | 델라웨어 블루코츠                       |
| 2022~2023 | / 레스터 퀴노네스             | 샌타크루즈 워리어스                     |
| 2023~2024 | 샤킬 해리슨                   | 사우스베이 레이커스                     |
| 2024~2025 | 브랙스턴 키                   | 샌타크루즈 워리어스                     |

참고사항
- 2007~2008시즌 수상자인 스테파니 라스메는 가봉 국적으로 외국인 선수로서 첫 번째 수상자이다.
- 2008~2009시즌 수상자인 무하마드 세네는 세네갈 국적으로 외국인 선수로서 두 번째 수상자이다.
- 2016~2017시즌 수상자인 월터 타바레스는 카보베르데 국적으로 외국인 선수로서 세 번째 수상자이다.
- 2017~2018시즌 수상자인 랜드리 누코는 카메룬 국적으로 외국인 선수로서 네 번째 수상자이다.
- 2018~2019시즌 수상자인 크리스 부셰이는 캐나다 국적과 세인트루시아 국적을 가진 이중국적자이다.
- 2019~2020시즌 수상자인 크리스트 쿠마지는 차드 국적으로 외국인 선수로서 다섯 번째 수상자이다.
- 2022~2023시즌 수상자인 레스터 퀴노네스는 도미니카 공화국, 미국 국적을 가진 이중국적자이다.

## 코치상
- 데니스 존슨 트로피 (Dennis Johnson Trophy) 수여함.

| 시즌      | 수상자            | 소속 팀                 |
| --------- | ----------------- | ----------------------- |
| 2006~2007 | 브라이언 게이츠   | 아이다호 스탬피드       |
| 2007~2008 | 브라이언 게이츠   | 아이다호 스탬피드       |
| 2008~2009 | 퀸 스나이더       | 오스틴 토로스           |
| 2009~2010 | 크리스 핀치       | 리오그란데밸리 바이퍼스 |
| 2010~2011 | 닉 널스           | 아이오와 에너지         |
| 2011~2012 | 에릭 머슬먼       | 로스앤젤레스 디펜더스   |
| 2012~2013 | 알렉스 젠슨       | 캔턴 차지               |
| 2013~2014 | 코너 헨리         | 포트웨인 매드 앤츠      |
| 2014~2015 | 스캇 모리슨       | 메인 레드 클로스        |
| 2015~2016 | 댄 크레이그       | 수폴스 스카이포스       |
| 2016~2017 | 제리 스택하우스   | 랩터스 905              |
| 2017~2018 | 마크 밀러         | 웨스트체스터 닉스       |
| 2018~2019 | 윌 위버           | 롱아일랜드 네츠         |
| 2019~2020 | 마틴 실러         | 솔트레이크시티 스타스   |
| 2020~2021 | 스탠 히스         | 레이클랜드 매직         |
| 2021~2022 | 마흐무드 압델파타 | 리오그란데밸리 바이퍼스 |
| 2022~2023 | 로니 버렐         | 롱아일랜드 네츠         |
| 2023~2024 | 린지 하딩         | 스톡턴 킹스             |
| 2024~2025 | 스캇 킹           | 오스틴 스퍼스           |

참고사항
- 2019~2020시즌 수상자인 마틴 실러는 오스트리아 국적으로 외국인 감독으로서 첫 번째 수상자이다.

## 임팩트 선수상
| 시즌      | 수상자        | 소속 팀                 |
| --------- | ------------- | ----------------------- |
| 2007~2008 | 모리스 알몬드 | 유타 플래시             |
| 2008~2009 | 에디 길       | 콜로라도 포티너스       |
| 2009~2010 | 브라이언 부치 | 베이커즈필드 잼         |
| 2010~2011 | 제프 애드리안 | 리오그란데밸리 바이퍼스 |
| 2011~2012 | 에릭 도슨     | 오스틴 토로스           |
| 2012~2013 | 라슈얼 버틀러 | 털사 식스티식서스       |
| 2013~2014 | 아이크 디오구 | 베이커즈필드 잼         |
| 2014~2015 | 제럴 맥닐     | 베이커즈필드 잼         |
| 2015~2016 | 라이언 곰스   | 로스앤젤레스 디펜더스   |
| 2016~2017 | / 존 홀랜드   | 캔턴 차지               |
| 2017~2018 | 수상자 없음.  | 수상자 없음.            |

참고사항
- 2013~2014시즌 수상자인 아이크 디오구는 나이지리아 국적으로 외국인 선수로서 첫 번째 수상자이다.
- 2016~2017시즌 수상자인 존 홀랜드는 미국 국적과 푸에르토리코 국적을 가진 이중국적자이다.

## 제이슨 콜리어 스포츠맨쉽상
| 시즌      | 수상자               | 소속 팀                  |
| --------- | -------------------- | ------------------------ |
| 2001~2002 | 마이크 윌크스        | 헌츠빌 플라이트          |
| 2002~2003 | 빌리 토마스          | 그린빌 그루브            |
| 2003~2004 | 수상자 없음.         | 수상자 없음.             |
| 2004~2005 | 수상자 없음.         | 수상자 없음.             |
| 2005~2006 | 이메 우도카          | 포트워스 플라이어스      |
| 2006~2007 | 로저 파웰            | 아칸소 림로커스          |
| 2007~2008 | 빌리 토마스          | 콜로라도 포티너스        |
| 2008~2009 | 윌 콘로이            | 앨버커키 선더버즈        |
| 2009~2010 | 안드레 잉그램        | 유타 플래시              |
| 2010~2011 | 래리 오언스          | 털사 식스티식서스        |
| 2011~2012 | 모세 모노멉          | 아이오와 에너지          |
| 2012~2013 | 론 하워드            | 포트웨인 매드 앤츠       |
| 2013~2014 | 론 하워드            | 포트웨인 매드 앤츠       |
| 2014~2015 | 레날도 메이저        | 베이커즈필드 잼          |
| 2015~2016 | 스캇 서그스          | 랩터스 905               |
| 2016~2017 | 키스 라이트          | 웨스트체스터 닉스        |
| 2017~2018 | C. J. 월리암스       | 아구아 칼리엔테 클리퍼스 |
| 2018~2019 | 게이브 요크          | 레이클랜드 매직          |
| 2019~2020 | 이반 라바브          | 웨스트체스터 닉스        |
| 2020~2021 | 갈렌 로빈슨 주니어   | 오스틴 스퍼스            |
| 2021~2022 | 안드레 잉그램        | 사우스베이 레이커스      |
| 2022~2023 | 네이트 피에르-루이스 | 사우스베이 레이커스      |
| 2023~2024 | 가베 오사부오히엔    | 클리블랜드 차지          |
| 2024~2025 | 갈렌 로빈슨 주니어   | 버밍햄 스쿼드론          |

참고사항
- 2005~2006시즌 수상자인 이메 우도카는 나이지리아 출신이지만, 미국 시민권을 취득했다.
- 2023~2024시즌 수상자인 가베 오사부오히엔 캐나다 국적으로 외국인 선수로서 첫 번째 수상자이다.

## 같이 보기
- NBA의 상 목록
- ABA의 상 목록
- WNBA의 상 목록